# Vioolsonate nr. 1 (Nielsen)
Carl Nielsen componeerde zijn Vioolsonate nr. 1 in A-majeur (ook wel zijn A-majeur Vioolsonate genoemd) gedurende 1895. In feite is het zijn tweede vioolsonate, maar een eerder gecomponeerde genrestuk is nooit uitgegeven; later wel gecatalogiseerd als FS3B.
Het was even schrikken in het muziekleven van Kopenhagen en Denemarken toen het werk haar première kende. De muziek van Nielsen die toch altijd een zekere lichtheid van klank heeft is hier ronduit confronterend. In plaats van samen te werken lijken viool en piano een onderlinge strijd uit te vechten, die alleen in deel (2) enigszins luwt, maar ook daar onderhuids verdergaat. Echt tot rust komt het nergens. De muziekrecensenten vonden het zelfs verspilde energie van de componist, die toen al enige faam had opgebouwd.

## Delen
1. Allegro glorioso
2. Andante
3. Allegro piacevole è giovanile

In 1905 heeft Nielsen (als violist) zelf nog een deel uit het werk gespeeld in Lønne, terwijl hij de strijkstok al aan de wilgen had gehangen.

## Bron en discografie
- Uitgave Dacapo: Jos Gjesme (viool) en Jens Elvekjaer (piano)